# Жонатан да Сілва Перейра
Жонатан да Сілва Перейра або просто Жонатан (порт.-браз. Jhonatan da Silva Pereira / Jhonatan; нар. 31 січня 1989, Корумба, Мату-Гросу-ду-Сул, Бразилія) — бразильський футболіст, нападник.

## Життєпис
Вихованець «Греміо», у 2006 році переведений до головної команди вище вказаного клубу. З 2008 по 2009 рік виступав в оренді за скромний бразильський клуб «Метрополітану». На початку лютого 2009 року вільним агентом перебрався до «Атлетіку Паранаенсі». В бразильській Серії A дебютував 23 липня 2009 року в програному (0:1) виїзному поєдинку проти «Сантуса». Жонатан вийшов на 79-й хвилині, замінивши Рафаеля Моуру. В еліті бразильського футболу за команду провів 2 поєдинки.
На початку липня 2011 року вперше виїхав за кордон, де підписав контракт з молдовським «Шерифом». У команді виступав до кінця 2013 року, за цей час у вищому дивізіоні чемпіонату Молдови зіграв 14 матчів та відзначився 1-м голом. На початку 2014 року переїхав до Ірану, де виступав за «Трактор Сазі». У Про-лізі Перської затоки зіграв 8 матчів, але не відзначився жодним голом.
На початку липня 2014 року повернувся на батьківщину, де протягом півроку виступав за «Жувентус» (Сан-Паулу), «Пелотас» та «Нову». На початку вересня 2015 року знову виїхав за кордон, цього разу підписав контракт з японським «Тотіґі». Проте ігрової практики в клубі майже не мав, провів 1 поєдинок у Джей-лізі 2. Після цього повернувся на батьківщину. Наприкінці кар'єри виступав за скромні бразильські клуби «Комерсіал» та «Сан-Карлуш».
З 2007 по 2010 року викликався до олімпійської збірної Бразилії.